# The Best of Yuki Koyanagi 2015 Here For You 〜Universal Selection〜
『The Best of Yuki Koyanagi 2015 Here For You 〜Universal Selection〜』（ザ・ベスト・オブ・ユキ・コヤナギ・2015・ヒア・フォー・ユー 〜ユニバーサル・セレクション〜）は、小柳ゆき4枚目のベスト・アルバム。2015年2月25日発売。発売元はUniversal Music/Lighthouse Music。

## 解説
- ベスト・アルバムは『THE BEST OF YUKI KOYANAGI ETERNITY 〜15th Anniversary〜』より約1年半振りとなる。
- Universal Music移籍後発表楽曲を中心に収録。1stシングル「あなたのキスを数えましょう 〜You were mine〜」や4thシングル「愛情」等の楽曲はオリジナルではなく、2010年発売『The Best Now & Then 〜10th Anniversary〜』収録の新録音バージョンで本作に収録。
- 同梱DVDは5thシングルを新録音した「be alive 〜そのままの君でいて」を始めとするミュージック・ビデオ5曲を収録。
- 小柳は本作発売に際し「自分でいうのもなんですが、いい曲が沢山つまってます！」とコメントしている[3]。

## 収録曲

### CD
1. ジェットコースター
24thシングル
富士急ハイランド2013春のイメージソング
2. we can go anywhere
21stシングル
テレビ朝日「恋愛百景」エンディングテーマ曲
3. return to you
26thシングル
4. be alive ～そのままの君でいて～ feat.SoulJa
5thシングルの新録音
5. ひまわり
25thシングル
邦画『爆心 長崎の空』主題歌
6. Believe In Yourself -Japanese Version-
23rdシングル
7. Here For You
ピーボ・ブライソンとのコラボレーション・シングル。
BS TBS『こころ ふれあい紀行 ～音と匠の旅～』テーマ曲
8. Destiny
24thシングルのC/W
9. ドリーマー
「Here For You」のC/W
10. 愛情 with 浦島りんこ
4thシングル新録音
11. あなたのキスを数えましょう 〜You were mine〜 (2010 Ver.)
1stシングル新録音
12. MacArthur Park
22ndシングル
13. LAST DANCE
23rdシングル
14. 天球儀
21stシングルC/W

### DVD
1. be alive ～そのままの君でいて～ feat.SoulJa
2. we can go anywhere
3. MacArthur Park
4. ジェットコースター
5. ひまわり